# アドルフ・ダイムラー
アドルフ・ダイムラー（Adolf Daimler、1871年9月8日 - 1913年3月24日）は、ドイツの自動車技術者である。

## 経歴
1871年9月8日、バーデン大公国の首都であるカールスルーエで、技術者であるゴットリープ・ダイムラーの次男として生まれた。

### 初期の経歴
アドルフが生まれた当時、父ゴットリープはガスモトーレン・ファブリーク・ドイツ社の技術部長を務めており、アドルフは幼少期を同社が所在するケルンで過ごした。1882年に父ゴットリープはシュトゥットガルト近傍のカンシュタットに移り、10代のアドルフはシュトゥットガルトで教育を受けた。
1891年、教育課程を終えた後、エスリンゲン機械工場で見習いとして短期間働いたが、父の勧めもあって、1895年から1898年にかけてシュトゥットガルト工科大学に通い、機械工学を学んだ。

### ダイムラー
1890年に父の会社であるダイムラー社に入った。アドルフの出世は速く、1900年には主任技師、署名権者の一人になり、1904年に取締役会の準メンバー、1907年には事業部長に昇進し、正式にダイムラー社の取締役となった。

#### スリーポインテッド・スターの考案
1900年代半ばの時点でダイムラー社には商標（トレードマーク）がなかったため、兄でやはりダイムラーの重役（技術部長）であるパウルとともに商標を考案した。
1909年にダイムラーの取締役会はスリーポインテッド・スターを同社の商標として承認し、同年に商標登録が行われた。この際、フォーポインテッド・スターも考案して商標登録し、これはダイムラーの航空部門であるドイツ・エアロスペース社（DASA）の商標として用いられることになる。

### 死去
その後、アドルフは病気を患い、長い闘病生活の末、1913年3月24日、テュービンゲンで死去した。
葬儀は3月26日にカンシュタットのウフ教会で行われ、遺体は父と同じく同教会の墓地に葬られた。

## 栄典
- フリードリヒ勲章（英語版）・騎士1等級
- 赤鷲勲章（英語版）・4等級

## 参考資料
書籍
- 西牟田祐二『ナチズムとドイツ自動車工業』有斐閣〈京都大学経済学叢書〉、1999年10月30日。ASIN 4641160740。ISBN 4-641-16074-0。 NCID BA44163403。